# Peucetia longipalpis
Peucetia longipalpis là một loài nhện trong họ Oxyopidae.
Loài này thuộc chi Peucetia. Peucetia longipalpis được Frederick Octavius Pickard-Cambridge miêu tả năm 1902.